# Чайница
Чайница — предмет чайной посуды, ёмкость для хранения чая.
Слово «чайница» зафиксировано многими словарями русского языка, но не употребляется в повседневной речи.

## В Европе
Чайницы в Европе появились вначале как фарфоровые сосуды, в которых чай импортировался из Китая. В XVIII веке, когда потребление чая было роскошью, чайницы зачастую изготавливались из дорогих материалов: в отделке применялись серебрo, слоновая кость, панцири черепах. К 1780-м годам, когда чай стал более доступным, размер чайниц увеличился, в Англии чайница превратилась в деревянный ларец с замком, внутри которого был выделен объём для чая со своей крышкой и размещались стеклянные сосуды для смешивания чая и сахара (сосуд-сахарница имел больший размер).

## В Японии
В японской чайной церемонии применяются несколько видов чайниц-тяки:
- тяире[яп.] — небольшой сосуд из глазированной керамики (обычно коричневого цвета), в котором хранят порошкообразный чай для приготовления густого чая койтя;
- усутяки[яп.] — сосуд для приготовление слабого чая усутя, обычно делается из лакированного дерева[англ.], хотя применяются и другие материалы: бамбук, слоновая кость, керамика, лакированное папье-маше. Исторически усутяки делились на типы в зависимости от их формы, но сегодня используется общий термин по форме в виде плода зизифуса — нацумэ[яп.].

Чай в форме листьев (до его измельчения в порошок) хранится в другом типе чайницы, тяцубо.

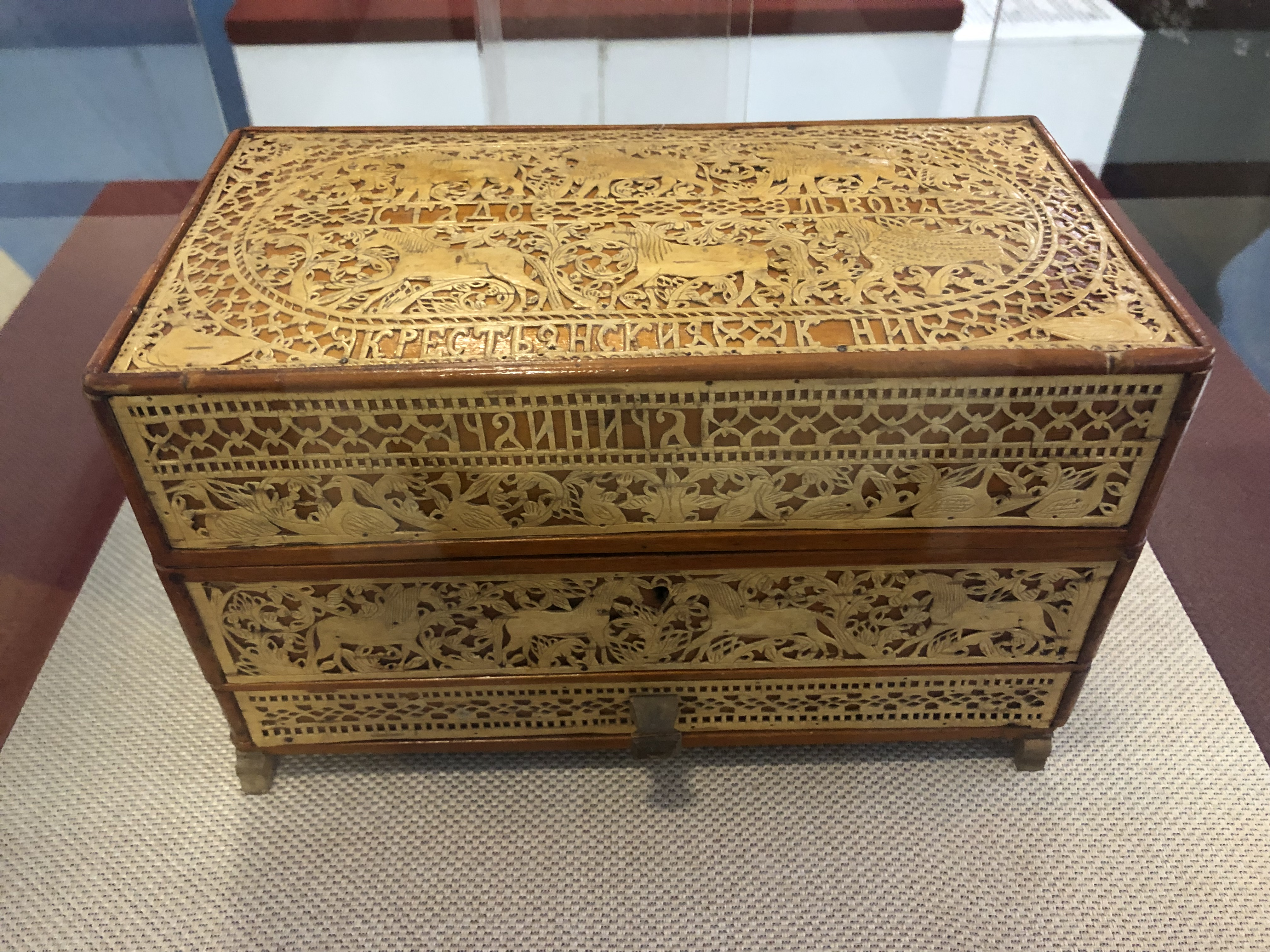
Чайница, последняя четверть XIX в., из собрания Российского этнографического музея
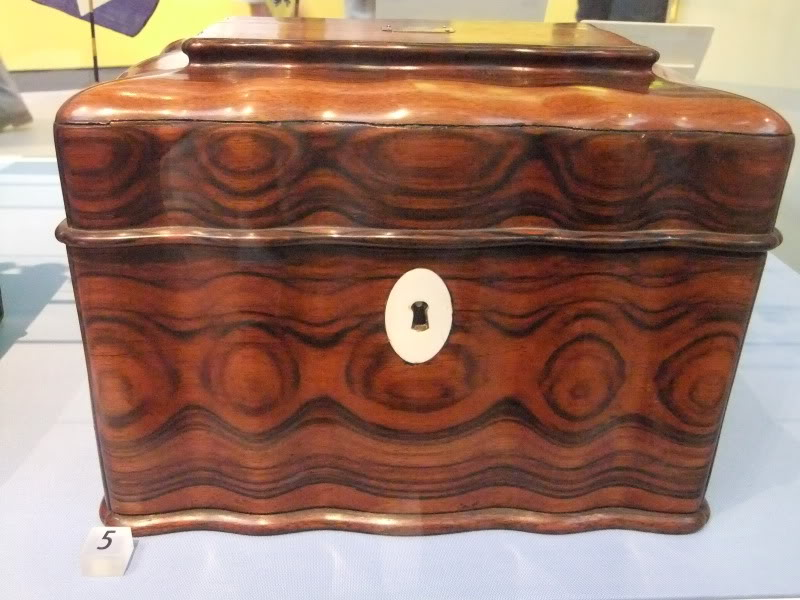
Деревянная чайница, из собрания Музея Ливерпуля
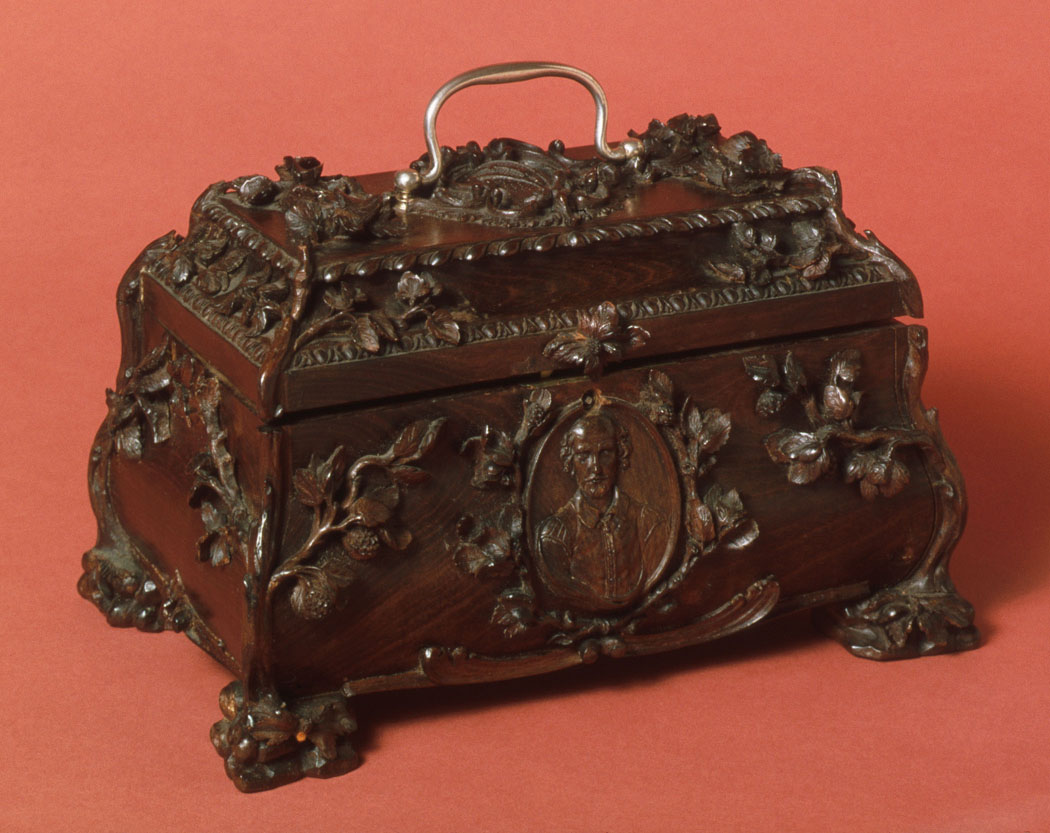
Деревянная чайница с серебряной ручкой и выгравированным портретом Шекспира, Англия, XVIII-XIX вв., из собрания шекспировской библиотеки Фолджера
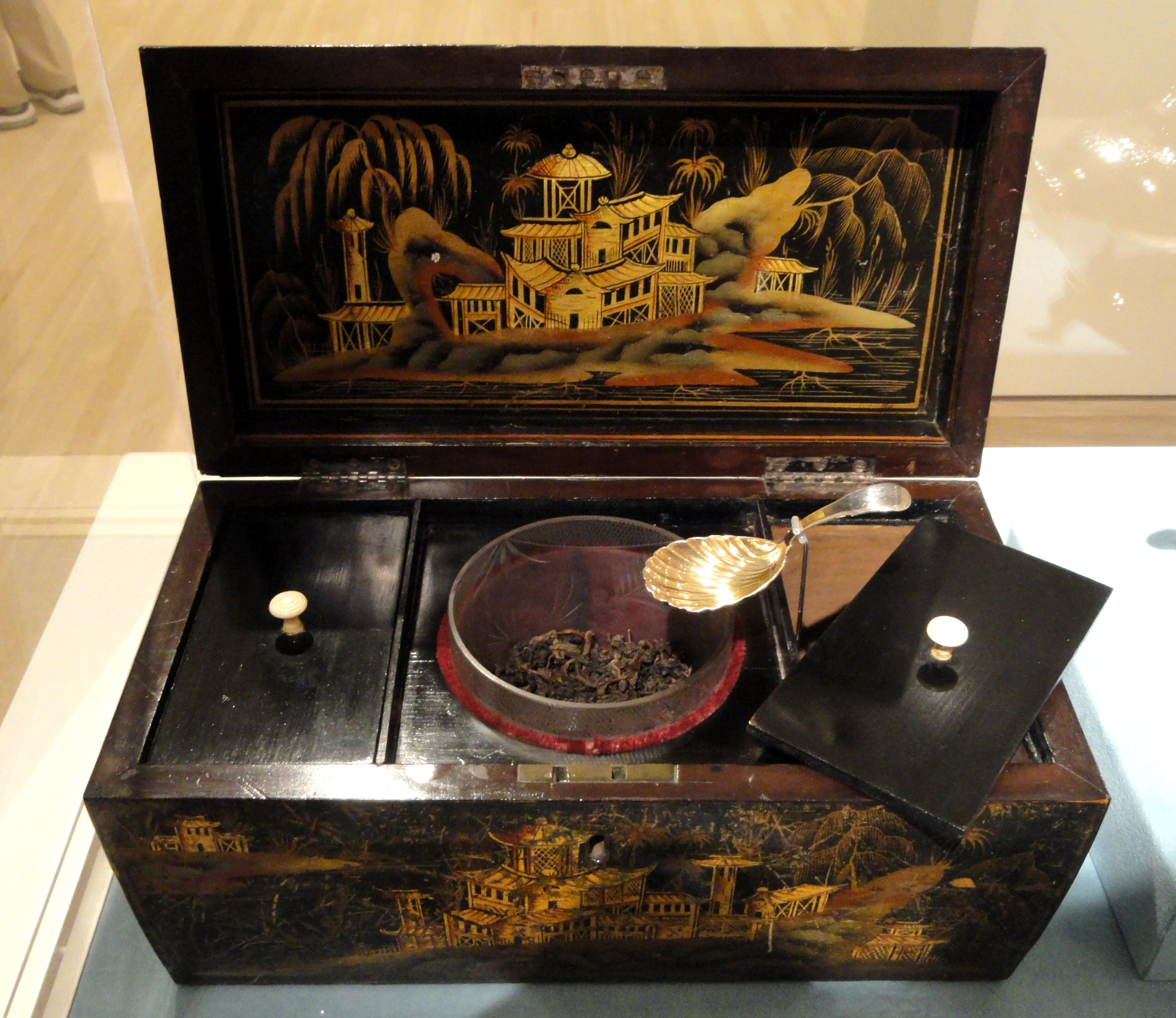
Китайская чайница конца XVIII века, из собрания Индианаполисского художественного музея
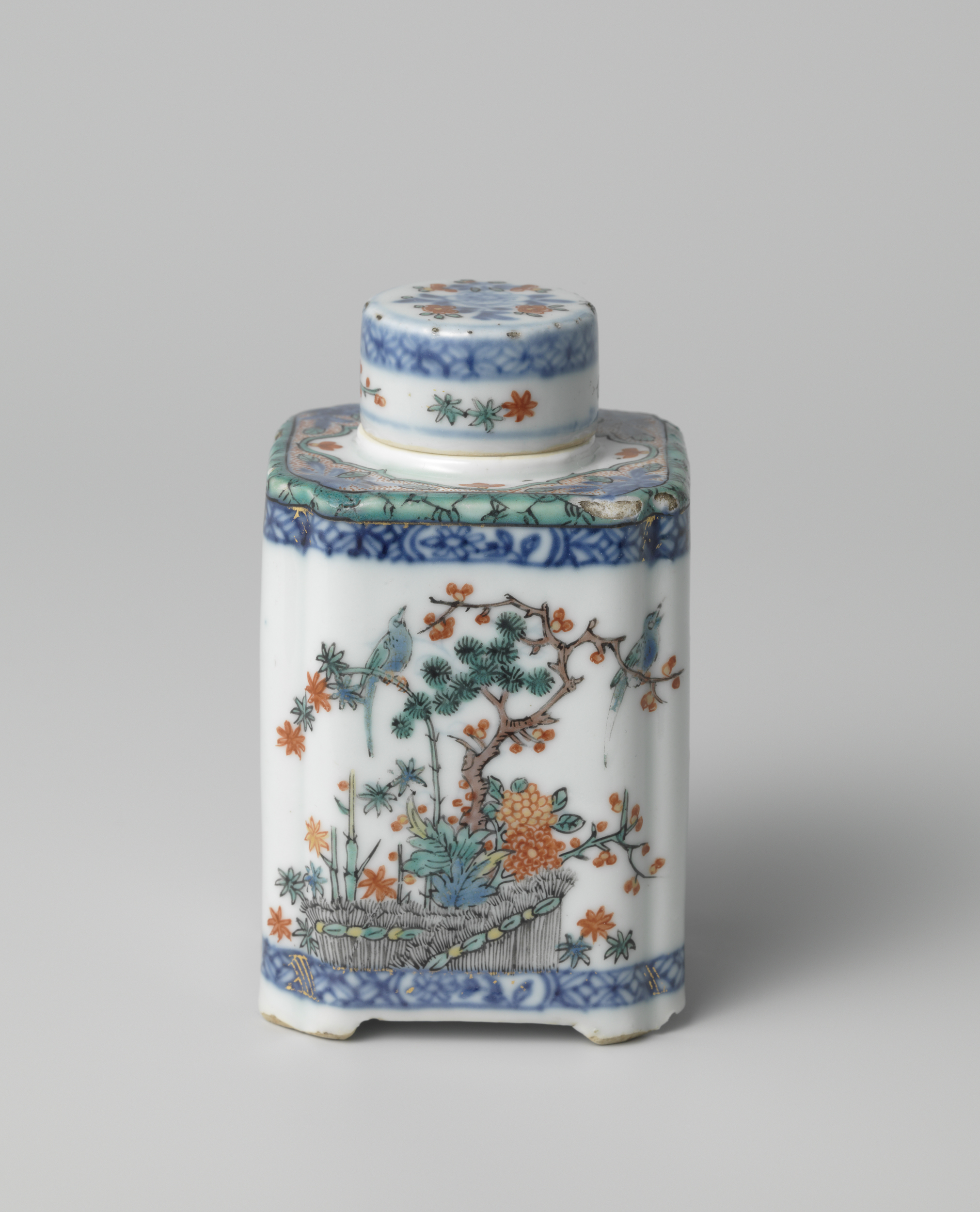
Фарфоровая чайница, 1740-1760-е гг., Китай, из экспозиции Рейксмюсеума
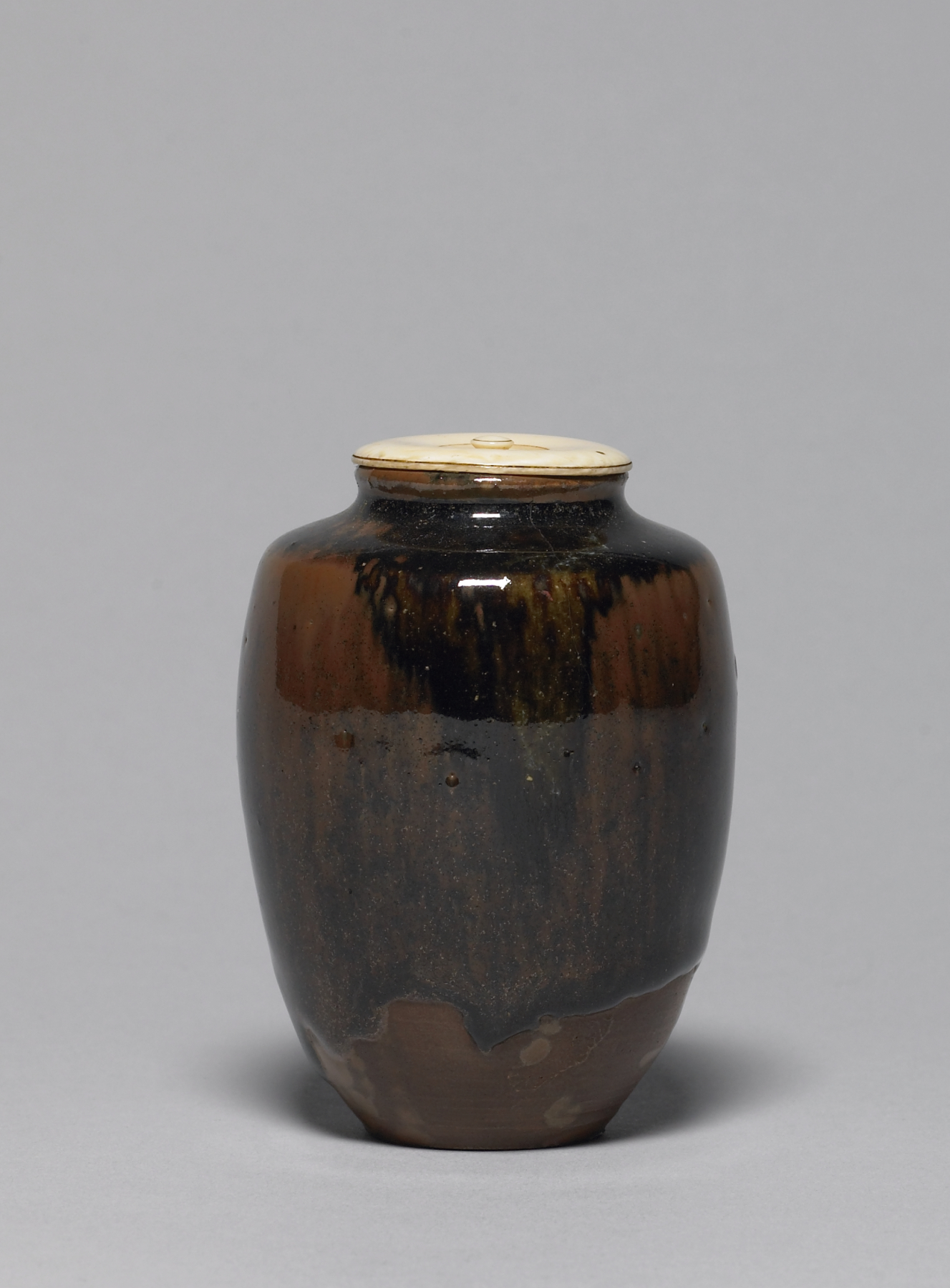
Тяире
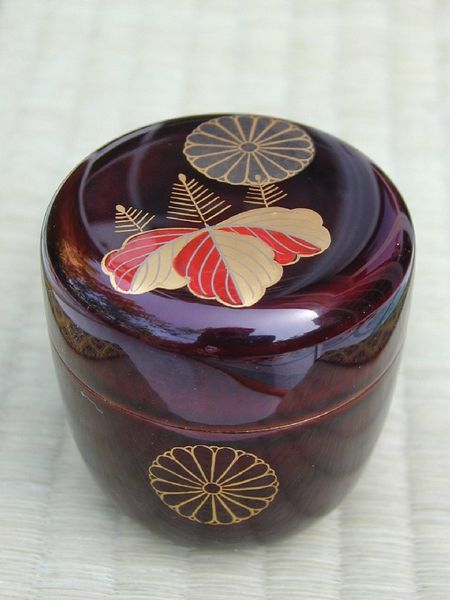
Нацумэ